# Sigrid Herlitz
Sigrid Herlitz, född Dryselius 11 juli 1863 i Visby stadsförsamling, död 30 mars 1935 i Sankt Matteus församling i Stockholm, var en svensk folkskollärare och rösträttsaktivist. 
Hon var gift med läkaren Carl Wilhelm Herlitz och mor till Carl Wilhelm Herlitz. Hon var verksam i kampanjen för införandet av kvinnlig rösträtt i Sverige och ordförande för Föreningen för kvinnans politiska rösträtt i Visby 1913–1921. 